# Himilcó Fàmees
Himilcó Famees (en llatí Himilco Phameas o Phamaeas, en grec antic Ἱμίλκων Φαμαίας o Φαμέας) va ser un general cartaginès que va dirigir la cavalleria cartaginesa a la Tercera Guerra Púnica.
Era jove, actiu i agosarat, i amb les seves forces atacava de manera constant als romans i impedia la sortida dels seus homes del campament per buscar provisions o farratge, i sovint tenia èxit en els seus atacs, excepte, es diu, quan Escipió comandava les forces romanes. Els romans li tenien terror i va contribuir en bona part a l'èxit de l'exèrcit cartaginès sota Àsdrubal especialment en l'atac de Marc Manili contra la ciutat de Neferis.
En aquesta lluita un dia va caure en mans de Publi Corneli Escipió Emilià Africà Menor que el va convèncer d'abandonar la causa cartaginesa sense esperança i passar al camp romà. Després el va deixar lliure; a la segona expedició de Manili contra Neferis l'any 148 aC es va passar als romans amb la major part dels seus homes.
Escipió el va enviar a Roma i el senat el va premiar per la seva traïció, i li va donar una toga de porpra i altres ornaments de distinció i una gran suma de diners. Va tornar a Àfrica abans d'acabar la guerra però no consta que participés en més operacions. En parlen Apià, Joan Zonaràs i Eutropi.